# Alfred Adam Słociński
Alfred Adam Słociński (ur. 28 października 1908 w Sąsiadowicach, w pow. samborski, zm. 30 marca 1982 w Warszawie) – oficer artylerii Wojska Polskiego.

## Dzieciństwo i młodość
Był synem Jana (1877–1944) i Marii z Ostrowskich (1891–1975). Miał trzech braci: Edmunda (1910–1925), Ludwika (1914–1987) i Tadeusza (1916–1948). Ojciec był pracownikiem kolei. Alfred Adam Słociński od 1914 uczęszczał najpierw do czteroklasowej szkoły powszechnej, a następnie do I Państwowego Gimnazjum im. Adama Mickiewicza w Samborze, gdzie 15 lutego 1928 zdał egzamin maturalny.

## Służba w Wojsku Polskim
We wrześniu 1929 skierowany został do Szkoły Podchorążych Rezerwy Artylerii we Włodzimierzu Wołyńskim, po ukończeniu której rozpoczął kurs zawodowy w Szkole Podchorążych Artylerii w Toruniu. Po ukończeniu kursu i mianowaniu na stopień podporucznika ze starszeństwem z dniem 15 sierpnia 1932, został przydzielony do 10 pułku artylerii ciężkiej w Przemyślu. Krótko dowodził plutonem, po czym objął stanowisko dowódcy baterii. 10 lutego 1937 został przeniesiony do 1 pułku artylerii przeciwlotniczej w Warszawie, gdzie objął dowodzenie baterią. W tym samym roku ukończył kurs specjalizujący artylerii przeciwlotniczej w Centrum Wyszkolenia Artylerii Przeciwlotniczej w Warszawie i kurs motorowy. 10 lutego 1939 został wyznaczony na stanowisko dowódcy 1 baterii w 11 dywizjonie artylerii przeciwlotniczej w Dęblinie.

## Kampania wrześniowa
24 sierpnia 1939 rozpoczęła się mobilizacja alarmowa jednostek artylerii przeciwlotniczej. W ramach przydziału mobilizacyjnego objął dowodzenie 2 baterią motorową artylerii przeciwlotniczej typu „A”, która była przeznaczona dla 2 Dywizji Piechoty Legionów. Niestety, bateria nigdy do swego macierzystego związku taktycznego nie dotarła. W ramach osłony mobilizacji i koncentracji wojsk powierzono jej zadanie obrony przeciwlotniczej mostów w Dęblinie. Szlak bojowy jego baterii przebiegał od Stężycy przez Lublin, Włodawę, okolice Tomaszowa Lubelskiego do Biłgoraja, gdzie został wzięty do niewoli 30 września 1939.
Przebywał w Oflagu II B Arnswalde, a następnie w Oflagu II D Gross-Born. Pod koniec stycznia 1945 podczas ewakuacji obozu ukrył się i uciekł. 5 lutego został zarejestrowany w Rejonowej Komendzie Uzupełnień w Bydgoszczy.

## Służba w ludowym Wojsku Polskim
5 maja 1945 powołany został do służby czynnej. Do 19 sierpnia tego roku dowodził baterią w 36 pułku artylerii lekkiej w Bydgoszczy. Następnie został przeniesiony do 83 pułku artylerii przeciwlotniczej w Gnieźnie. 1 października został szefem sztabu 2 dywizjonu w 88 pułku artylerii przeciwlotniczej w Gdyni-Orłowie, po czym przez 7 miesięcy dowodził tym dywizjonem. 11 marca 1946 został zdemobilizowany, a 16 kwietnia 1948 – przeniesiony do rezerwy. Z dniem 1 stycznia 1969 zwolniony został z powszechnego obowiązku służby wojskowej.

## W cywilu

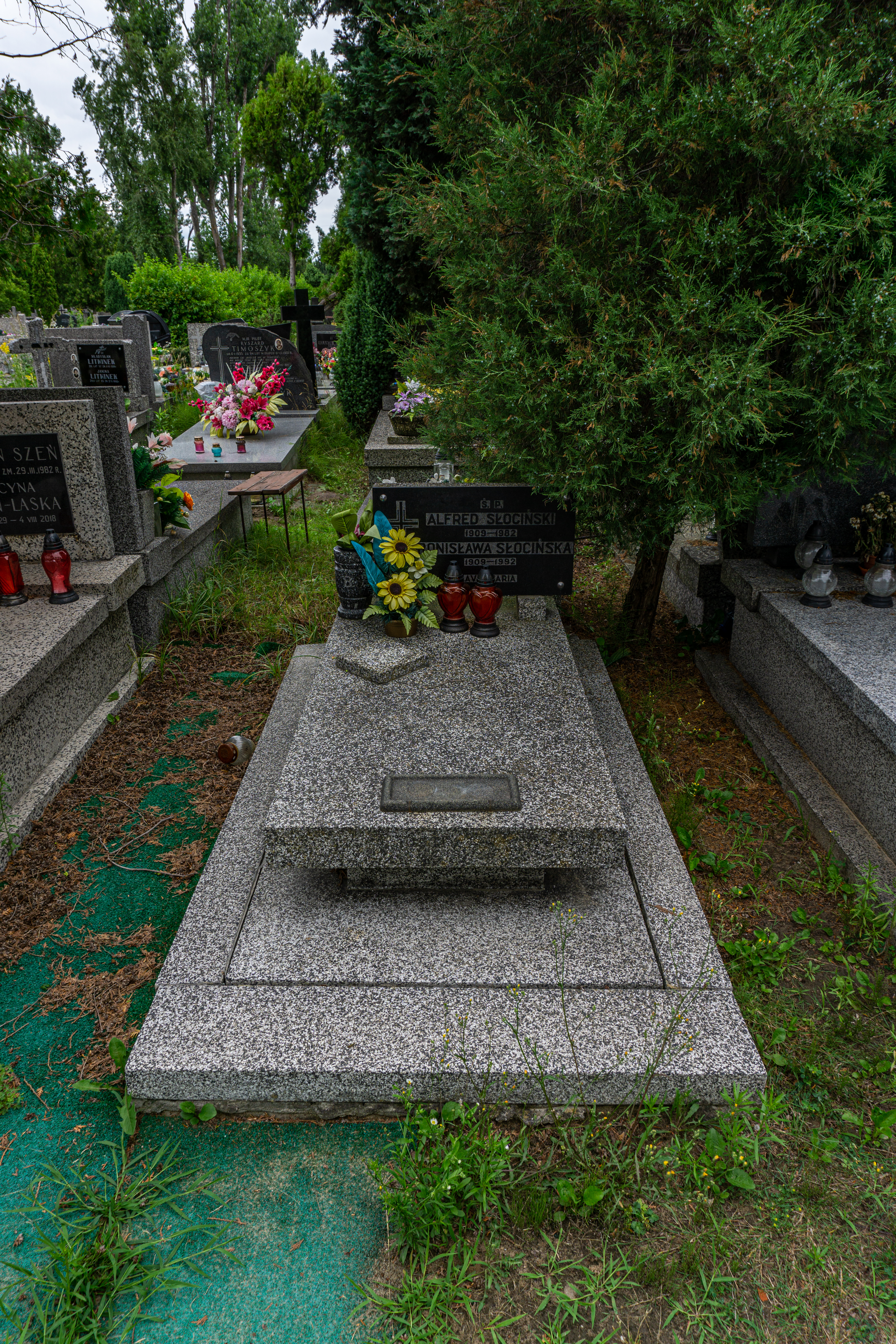
Grób Alfreda Adama Słocińskiego na cmentarzu Komunalnym Północnym w Warszawie

1 kwietnia 1946 podjął pracę cywilną kierownika ruchu w Żegludze Gdańskiej, po czym w grudniu tegoż roku podjął pracę jako referent, a następnie kierownik oddziału w Gdańskiej Dyrekcji Odbudowy. W 1950 ukończył dwuletni wieczorowy kurs księgowości. 3 maja 1950 został kierownikiem działu księgowości w Państwowym Budownictwie Elektrycznym w Gdańsku. W październiku 1951 przeniósł się do Zakładów Budowy Sieci i Stacji Elektrycznych, a następnie Przedsiębiorstwa Budowy Sieci Elektrycznych w Warszawie, gdzie był głównym księgowym. 1 marca 1959 objął funkcję kierownika działu finansowo-księgowego w Mazowieckim Przedsiębiorstwie Robót Instalacyjnych w Warszawie, skąd odszedł na emeryturę.
Zmarł 30 marca 1982 w Warszawie. Pochowany na Cmentarzu Północnym.
Był dwukrotnie żonaty:
- z Ireną ze Śmiałowskich (1910–1969);
- z Bronisławą I voto Rogowską (1909–1992).

## Awanse
- podporucznik – 7 VIII 1932 ze starszeństwem z dniem 15 VIII 1932 i 25 lokatą w korpusie oficerów artylerii
- porucznik – 1 III 1935 ze starszeństwem z dniem 1 I 1935 i 40 lokatą w korpusie oficerów artylerii
- kapitan – 13 VII 1945

## Odznaczenia
- Medal Zwycięstwa i Wolności 1945
- Odznaka Grunwaldzka